# Nikolaus Otto
Nicolaus August Otto (ur. 10 czerwca 1832 w Holzhausen an der Haide/Taunus, zm. 26 stycznia 1891 w Kolonii) – niemiecki konstruktor i przemysłowiec, wynalazca nazwanego na jego cześć silnika Otto (silnik o zapłonie iskrowym). Nigdy nie ukończył wyższej szkoły, jednakże otrzymał później tytuł doktora honoris causa.

## Życiorys
Otto był synem rolnika, jego ojciec miał również lokalny urząd pocztowy. Otto przeszedł przeszkolenie na sprzedawcę, a po nim zarabiał na utrzymanie jako pomoc przy sprzedaży we Frankfurcie nad Menem i Kolonii.

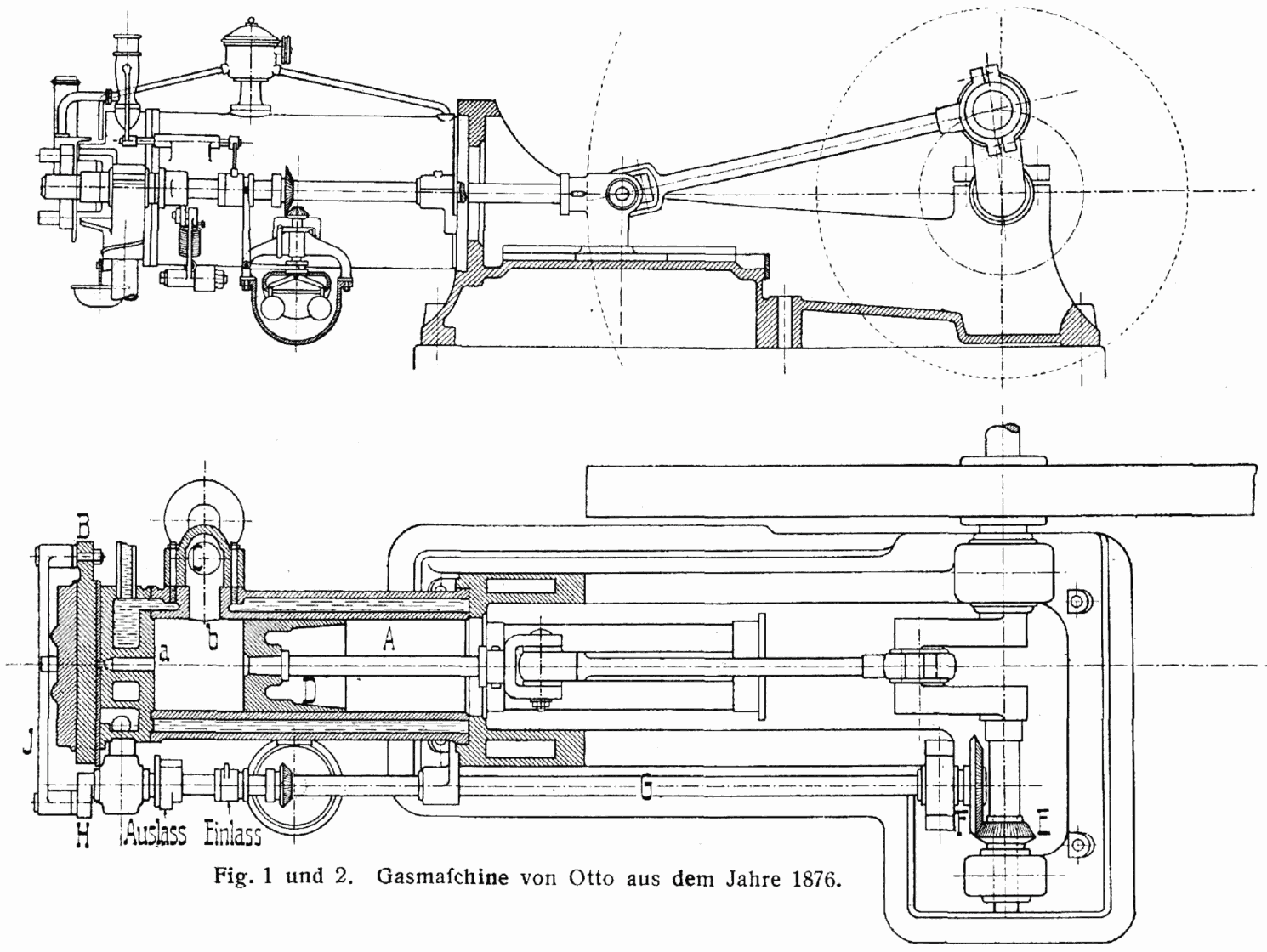
Η Gaskraftmaschine, 1876

Już w 1862 roku rozpoczął pierwsze eksperymenty z silnikami czterosuwowymi, które weszły do użytku dopiero od 1876. W 1863 roku zbudował swój pierwszy silnik benzynowy. W 1864 założył razem z inżynierem Eugenem Langenem najpierw pierwszą na świecie fabrykę silników, N.A.Otto Cie, później w 1869 roku Gasmotorenfabrik Deutz (Fabryka Silników Benzynowych Deutz), dzisiejsze Deutz AG. Później wspólnie wynaleźli benzynowy silnik spalinowy (patent z 1877) pracujący według zasady czterech suwów. Jako podstawę swego wynalazku wykorzystali silnik benzynowy Lenoira, który był pierwszą konstrukcją tego rodzaju.

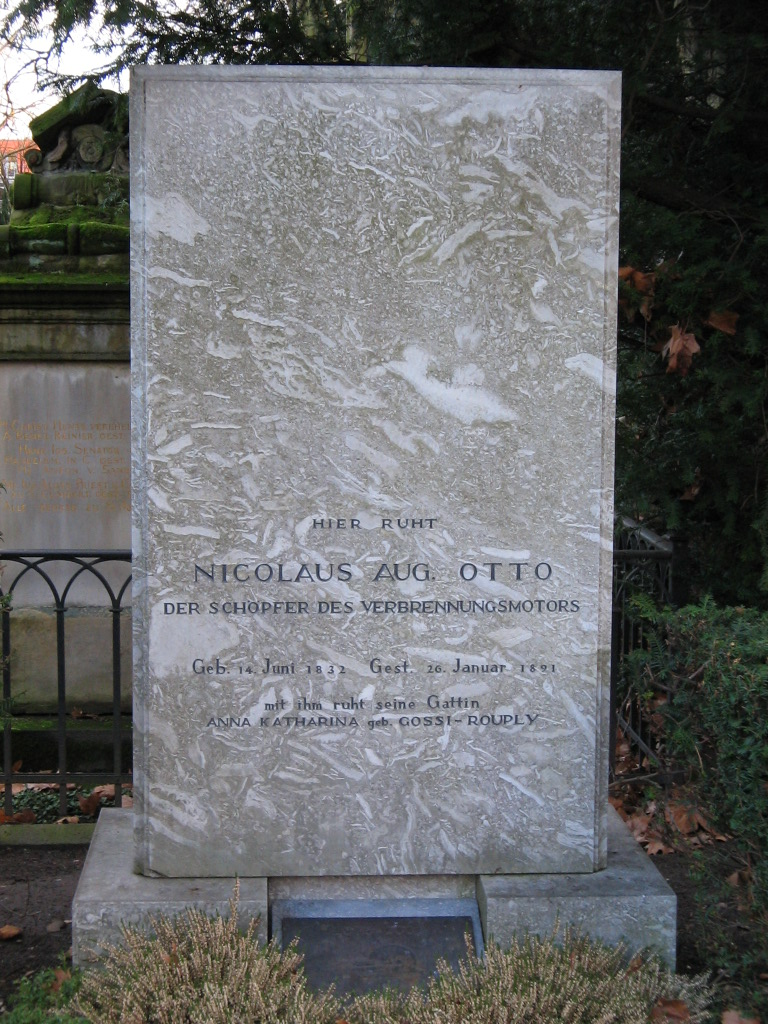

Na Paryskiej Wystawie w roku 1867 po raz pierwszy zaprezentowali publiczności własną wersję silnika benzynowego. Chodziło wtedy o przepływowy silnik tłokowy, gdzie tłoki przekazywały energię przez zębatkę, a nie mechanizm korbowy. Ta nowa konstrukcja silnika zużywała jedną trzecią paliwa w porównaniu do ówcześnie znanych silników. Wynalazcy zostali wyróżnieni złotym medalem w kategorii: ekonomiczne silniki dla małych przedsiębiorstw. Zanim silnik wprowadzono na rynek, zmieniono firmę przedsiębiorstwa z Otto-Langen na Deutz i na tej licencji wybudowano prawie 5 tysięcy sztuk.
W 1876 roku Otto udało się opracować silnik czterosuwowy ze sprężoną mieszanką paliwową. Ten typ silników do dzisiejszego dnia jest podwaliną pod budowę silników spalinowych o zapłonie iskrowym (dlatego wszystkie silniki benzynowe z zapłonem iskrowym i posuwisto-zwrotnym ruchem tłoka, gdzie energia z nich jest przenoszona przez wał korbowy są nazywane silnikami Otto).
W 1884 roku Otto wynalazł elektryczny zapłon dla swoich silników benzynowych. Dzięki tej innowacji stało się możliwe stosowanie innych paliw płynnych jako alternatywy dla benzyny, która była wówczas wyłącznie wykorzystywana. W następstwie dał on nazwę dla tzw. obiegu Otta.
W 1882 r. Wydział Filozofii Uniwersytetu w Würzburgu przyznał mu tytuł doktora honoris causa.
Otto ożenił się z Anną Gossi, z którą miał siedmioro dzieci. Przed dworcem kolejowym Köln-Deutz (w Kolonii, Niemcy) stoi pomnik na cześć Nicolausa Augusta Otto i Eugena Langena. Także szkoły w Bad Schwalbach i w Diez są nazwane jego imieniem.